# Ur So Gay
«Ur So Gay» (рус. Ты так похож на гея) — промосингл певицы Кэти Перри. Песня была  первым релизом на лейбле, и позднее была включена в дебютный альбом One of the Boys. Сингл был выпущен в цифровом формате. Capitol Records предложили скачивать эту песню бесплатно с её сайта. В Бразилии этот сингл был зарегистрирован как Платиновый, имевший более 100 000 копий. На обложке сингла есть рекомендательный стикер.

## Сведения о сингле
Когда Перри спросили о её дебютном сингле, она ответила: «мягкий привет». Песня «не должна была стать хитом или показать, о чём должен быть весь альбом. Она была для моих интернет-блогеров, поэтому я никуда не высовываюсь.»
На обложке мини-альбома изображена сама Перри с высунутым языком в очках.
Для записи сингла Перри лейбл приказал ей включить в трек-лист кавер.  Первоначально она хотела исполнить песню Queen, но не могла подумать о подобающей клубу песне. В то время как в клубе с её друзьями играла песня The Outfield «Your Love». Перри сказала, что когда песня долетела до каждой девушки и они повставали с мест и пошли танцевать, она хотела добиться того же эффекта.

## Продвижение и отзыв
Песня привлекла внимание Мадонны, которая упомянула на радио KRQ 93.7 в утреннем шоу JohnJay & Rich в Аризоне, что «Ur So Gay» была её «любимой песней на тот момент», а также упомянула в Утреннем Шоу Ryan Seacrest.
Лирика песни была описана в позитивной рецензии как «восемнадцать различных типов ошибок». Песня сама по себе была описана как гимн эмо-мазохиста, который является либо ужасным гомофобом, либо скрытой частичкой общественного интерпретирования, либо, возможно, и то, и другое. The St. Petersburg Times написал, что «подшучивание над парнем… это не гомофобия, но это сокрушает парней, которые не могут вынести её резкости.»
Некоторые критики, однако, делают заключение, что песня гомофобична. Ugo.com говорит, что песня довольствуется «рекламой гомофобии», в то время, как AllMusic описывает слова как «гей-травля».
The New Gay полагает, что её главные синглы «Ur So Gay» и «I Kissed a Girl» вместе равносильны «классический пример линии мысли „целующиеся парни — это вульгарно, целующиеся девушки — это круто“», и говорит: «это время Кэти Перри исправить чушь», и «затасканные стереотипы геев», которые она использует в лирике песни «Ur So Gay». Slant Magazine описывает её использование термина гей, как «неумышленно унижающий» в то время, как Glitterati Gossip описывает его использование как «школьная гомофобия». Другой взгляд критика представлен мужским аналитиком проблем Гленном Саксом, который утверждает, что песня питает отвращение к идее гетеросексуальности у мужчин, выходящих за рамки традиционно принятых моделей поведения и моды. В его статье на блоге он заявляет: «Я думаю, про что на самом деле эта песня [отдельно от поддержки гомофобии], это стёб и посрамление мужчины за то, что он „недостаточно мужественен“. Это всецело свирепо, презрительно и порочно.»

## Клип
Режиссёром клипа является Walter May. В клипе Перри играет песню на ярком нарисованном фоне с облаками и улыбающимися рожицами на них. Видео высмеивает аспекты современной культуры, включая Myspace и эмо-культуру. Роли в клипе исполняют куклы.

## Список композиций
- Промо CD-сингл[11]

Сторона A
1. «Ur So Gay» — 3:39

Сторона B
1. «Use Your Love» — 3:01

- Remix CD

1. «Ur So Gay» (clean original version) — 3:39
2. «Ur So Gay» (Junior Sanchez remix) — 5:53
3. «Use Your Love» (The Outfield cover) — 3:01
4. «Lost» — 4:20
5. «Ur So Gay» (original instrumental) — 3:38
6. «Ur So Gay» (Junior Sanchez instrumental) — 5:55
7. «Ur So Gay» (original a cappella) — 3:15

- Цифровой сингл EP

1. «Ur So Gay» — 3:39
2. «Ur So Gay» (remix) — 5:54
3. «Use Your Love» (The Outfield cover) — 3:03
4. «Lost» — 4:20